# 아시시의 프란치스코
아시시의 성 프란치스코(라틴어: Sanctus Franciscus Assisiensis 산투스 프란치스쿠스 아시시엔시스[*], 이탈리아어: San Francesco d'Assisi 산 프란체스코 다시시[*], 1181년 또는 1182년 ~ 1226년 10월 3일)는 이탈리아의 기독교수사이자 저명한 설교가이다. 또한, 프란치스코회의 창설자이기도 하며, 프란치스코 사후 프란치스코회는 1회인 작은형제회와 카푸친 작은형제회, 꼰벤뚜알 작은형제회, 수도회, 2회 클라라 수녀회, 3회 재속회로 나뉘었다. 프란치스코는 생전에 사제 서품을 받은 적은 없었지만, 역사적으로 유명한 종교인 가운데 한 사람이다.
프란치스코의 부친은 당시 이탈리아에서 매우 번영한 상인이었던 피에트로 디 베르나르도네였다. 혈기왕성한 부유층 자제로 태어나 자란 그는 군인으로서 전투에 참여한 적도 있었다. 하지만 1204년 전쟁에 참전하기 위해 가던 길에 환시를 체험하고 아시시로 돌아간 프란치스코는 세속적 생활에 대해 즐거움을 느끼지 못하게 되었다. 로마로 순례를 떠난 그는 성 베드로 대성전에서 구걸하는 걸인들을 보고 깊은 감동을 느껴 이후로 평생 가난한 삶을 살겠다고 결심하게 되었다. 아시시로 돌아간 그는 길거리에서 복음을 전파하였으며, 그의 삶에 감동을 받아 따르는 추종자들이 생겨났다. 프란치스코는 1210년 교황 인노첸시오 3세의 인가를 받아 남자 수도회인 프란치스코회를 설립하였다. 그 다음에 그는 여자 수도회인 클라라회와 제3회를 설립하였다.
1219년 프란치스코는 십자군 전쟁을 평화롭게 해결하고자 이집트의 술탄에게 직접 찾아가서 그를 개종시키려고 하였다. 이 당시, 프란치스코회는 설립 당시보다 규모 면에서 크게 성장하였다. 그리하여 프란치스코는 수도회를 보다 체계화하기 위하여 이탈리아로 돌아갔다. 교황으로부터 수도회 인가를 받은 후에 그는 점차 외부 문제를 멀리하였다. 1223년 프란치스코는 처음으로 베들레헴에서의 예수 탄생 사건을 재현한 성탄 구유를 만들었다. 1224년 그는 그리스도의 수난 당시 그리스도가 받았던 상처인 성흔을 받았다. 1226년 10월 3일 시편 142(141)편을 읊으며 선종하였다.
1228년 7월 16일 교황 그레고리오 9세에 의해 성인으로 시성되었다. 그는 동물과 자연환경, 상인 뿐만 아니라 시에나의 가타리나와 더불어 이탈리아의 공동 수호성인으로 공경받고 있다. 2013년에 선출된 교황 프란치스코도 프란치스코 성인의 이름을 딴 것이다.

## 초년 시절

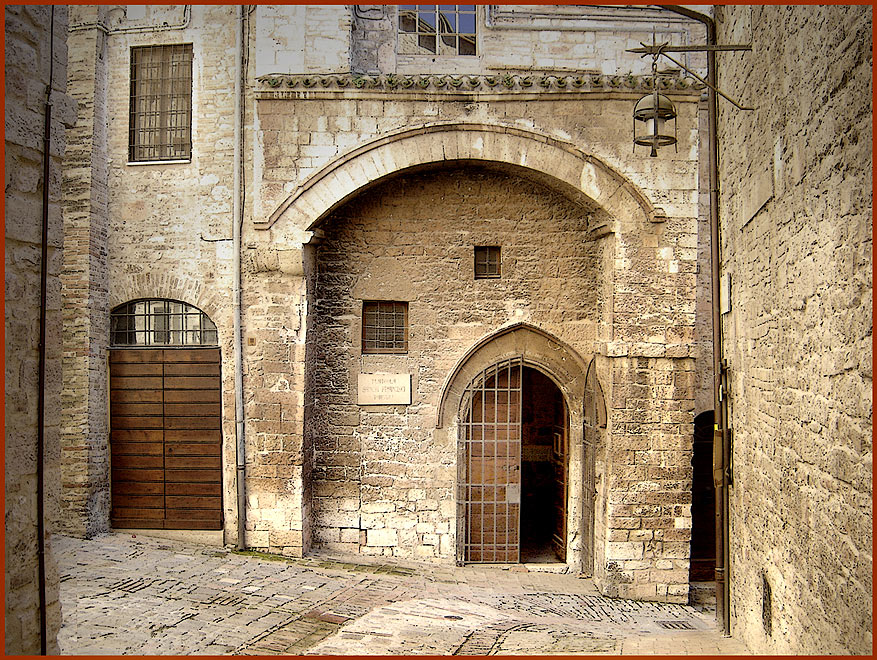
프란치스코가 어린 시절에 살았던 집

아시시의 프란치스코는 피에트로 디 베르나르도네와 그의 아내 피카 데 불레몽 사이에서 태어난 일곱 자녀 가운데 한 사람이었는데, 피카는 본래 프로방스 태생의 귀족 여성이라는 점 외에는 거의 알려져 있지 않다. 피에트로가 프랑스에서 사업을 하고 있을 때 피카는 아시시에서 프란치스코를 낳았다. 프란치스코는 요한(이탈리아어로는 조반니)이라는 이름으로 유아 세례를 받았다. 하지만 그의 부친은 프랑스에서 돌아와서, 아들을 ‘프랑스인’이라는 뜻의 프란치스코(이탈리아어로는 프란체스코)라고 불렀다. 아마도 프랑스에서 사업적으로 큰 성공을 거두었기 때문인 것으로 추정된다. 몇몇 사람들이 생각한 것과는 달리, 그가 프란치스코로 개명된 것은 매우 어렸을 때 이루어진 것이기 때문에 훗날 그가 프랑스어를 공부하는데 소질을 보인 것과는 아무런 상관이 없다. 어린 시절에 프란치스코는 음유시인을 매우 좋아했으며, 알프스 건너편으로 가기를 소망하였다. 많은 전기작가들이 프란치스코가 소식적에 화려한 옷을 즐겨 입고, 부유한 친구들과 어울려 다니며 탐미주의적인 생활을 했다고 쓰고 있지만, 사실 ‘거지 일화’에서 알 수 있듯이 세속에 대한 환멸은 그의 인생에서 상당히 일찍 찾아온 것으로 추정된다. 이 일화에 따르면, 하루는 프란치스코가 부친을 대신해서 시장에서 옷감과 직물을 팔고 있을 때 걸인 한 사람이 구걸하러 돌아다니는 것을 목격하였다. 거래 성사 직전에 프란치스코는 물건들을 내팽개치고 걸인을 뒤쫓아가 자신의 주머니에 있던 모든 돈을 그에게 주었다. 그의 자선 행위를 본 친구들은 그를 크게 비웃었다. 집으로 돌아간 프란치스코는 화가 난 부친에게 호되게 야단맞았다.
1201년 프란치스코는 페루자 군대와 싸우기 위한 원정군에 참여하였으며, 전쟁 도중 포로로 사로잡혀 1년 동안 콜레스트라다에 있는 감옥에서 죄수로 갇혀 지냈다. 이 당시 포로 생활 경험은 그가 영적으로 새로운 사람으로 거듭나는 데 밑거름이 되었다. 1203년 부친이 낸 보석금으로 풀려나 아시시로 돌아온 프란치스코는 아무런 걱정 없이 태평한 시간을 보냈다. 1204년 그는 중병에 걸려 대부분의 시간을 침대에서 보내게 되면서 영적 위기를 맞이하였다. 1205년 프란치스코는 페루자 정복을 위한 브리엔 백작 발터 3세의 군대에 자원 입대하기 위해 길을 떠났다. 하지만 환시를 체험한 후 아시시로 돌아온 그는 영적으로 변화하게 되었다. 전해지는 바에 따르면, 프란치스코가 군대에 지원할 목적으로 길을 가던 중 스폴레토에 있을 때에 환시를 보았는데, 수많은 갑옷과 무기가 있는 방 안에 있던 중에 “주인을 섬기겠느냐? 아니면 종을 섬기겠느냐?”는 목소리를 듣고 “주인을 섬기겠습니다.”라고 응답하자 아시시로 돌아가라는 말을 들었다는 것이다. 그 말대로 프란치스코는 아시시로 되돌아갔다고 전해진다.
아시시로 돌아온 후로 프란치스코는 그렇게 좋아하던 운동은 물론 친구들과의 연회 참석도 피하기 시작했다고 전해진다. 하루는 친구들이 그에게 웃으면서 결혼을 생각하고 있는지를 물었다. 이에 프란치스코는 “나는 가난이라는 여인과 결혼할 것이다.”라고 대답하며 가난이라는 덕을 여인으로 의인화하여 칭송하였다. 그는 자신의 성소에 대한 하느님의 뜻을 알고자 한적한 장소에 혼자 가서 시간을 보내곤 하였다. 그리고 시간이 날 때마다 그는 아시시 인근에 있는 나병환자들을 수용한 병원을 찾아가 환자들을 간호하기 시작했다. 프란치스코는 이를 통해 결정적인 회개 생활로 들어갔다. 로마를 순례한 길에서 그는 성당 문 앞에서 구걸하는 걸인들과 같이 생활하기도 하였다. 성지 순례를 마치고 아시시로 돌아가던 길에 그는 아시시 교외에 있는 산 다미아노 성당에 들어가 그리스도의 환시를 체험하게 되었다. 기도하던 중에 그는 십자고상의 그리스도(산 다미아노 십자가)로부터 “프란치스코야, 프란치스코야. 보다시피 다 허물어져 가는 내 집을 수리하여라.”는 말씀을 듣게 된다. 프란치스코는 이를 자신이 지금 기도했으며 허물어져 가는 성당을 수리하라는 뜻으로 이해하고, 이를 위해 부친의 가게로 가서 값비싼 옷감들을 가져다가 시장에 내다 팔았다.

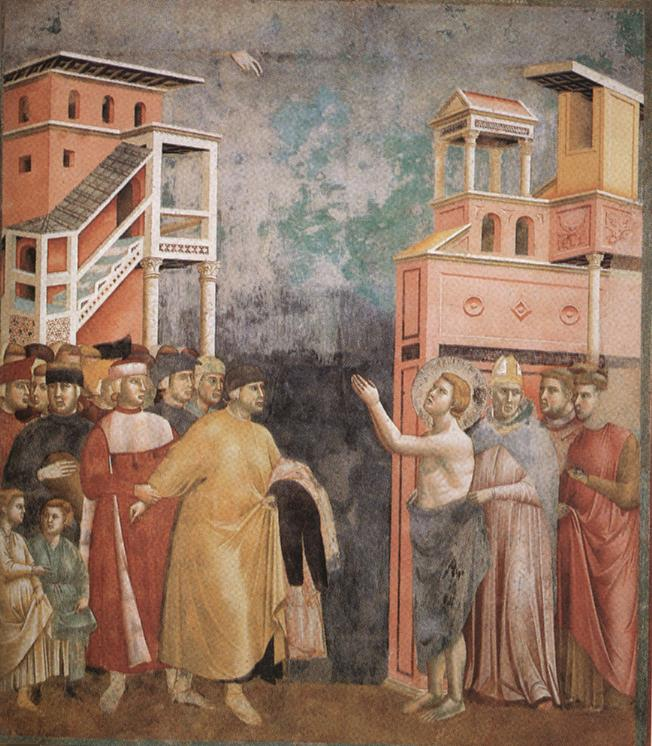
부친과 절연하고 자신의 상속권을 포기하는 성 프란치스코

이 소식을 들은 그의 부친 피에트로는 몹시 화가 났으며, 아들의 마음을 어떻게든 돌리려고 갖은 시도를 하였다. 처음에는 혼을 내다가, 나중에는 체벌까지 가하였다. 결국 피에트로는 최후의 수단으로 프란치스코를 도시 집정관들에게 데려가 프란치스코에게 상속권을 주지 않겠다고 선언하였다. 그러나 이 문제는 종교적 문제였기 때문에 직접적으로 교회의 판결에 달려 있었다. 도시 집정관들은 이런 사실을 잘 알고 있었으므로 이 문제에 개입하지 않았다. 그래서 아시시의 주교 앞에서 재판이 열렸다. 그러나 프란치스코는 자신의 상속권은 물론 부친과의 관계마저 포기한다고 선언하였다. 심지어는 대중 앞에서 자신이 가지고 있던 돈 뿐만 아니라, 입고 있던 옷을 다 벗고 부친에게 돌려주었다. 그리고 그는 “이제부터 저는 피에트로 베르나르도네를 아버지라고 부르지 않고, 하늘에 계신 우리 아버지만을 아버지라고 부르겠습니다.”라고 말하였다. 이후 프란치스코는 가난한 은수자의 옷을 입고 아시시 지역에서 몇 달 간 구걸 행위로 연명해가다가, 아시시 인근에 돌아와 2년 동안 통회의 삶을 살았다. 이 시기에 그는 아시시 인근의 폐허가 된 성당들을 재건하는 일에 매달렸다. 이 성당들 가운데 움브리아 평원에 있는 천사들의 성 마리아 성당 안에 있는 작은 경당인 포르치운쿨라는 프란치스코가 가장 좋아하는 거처였다.

## 프란치스코회 설립

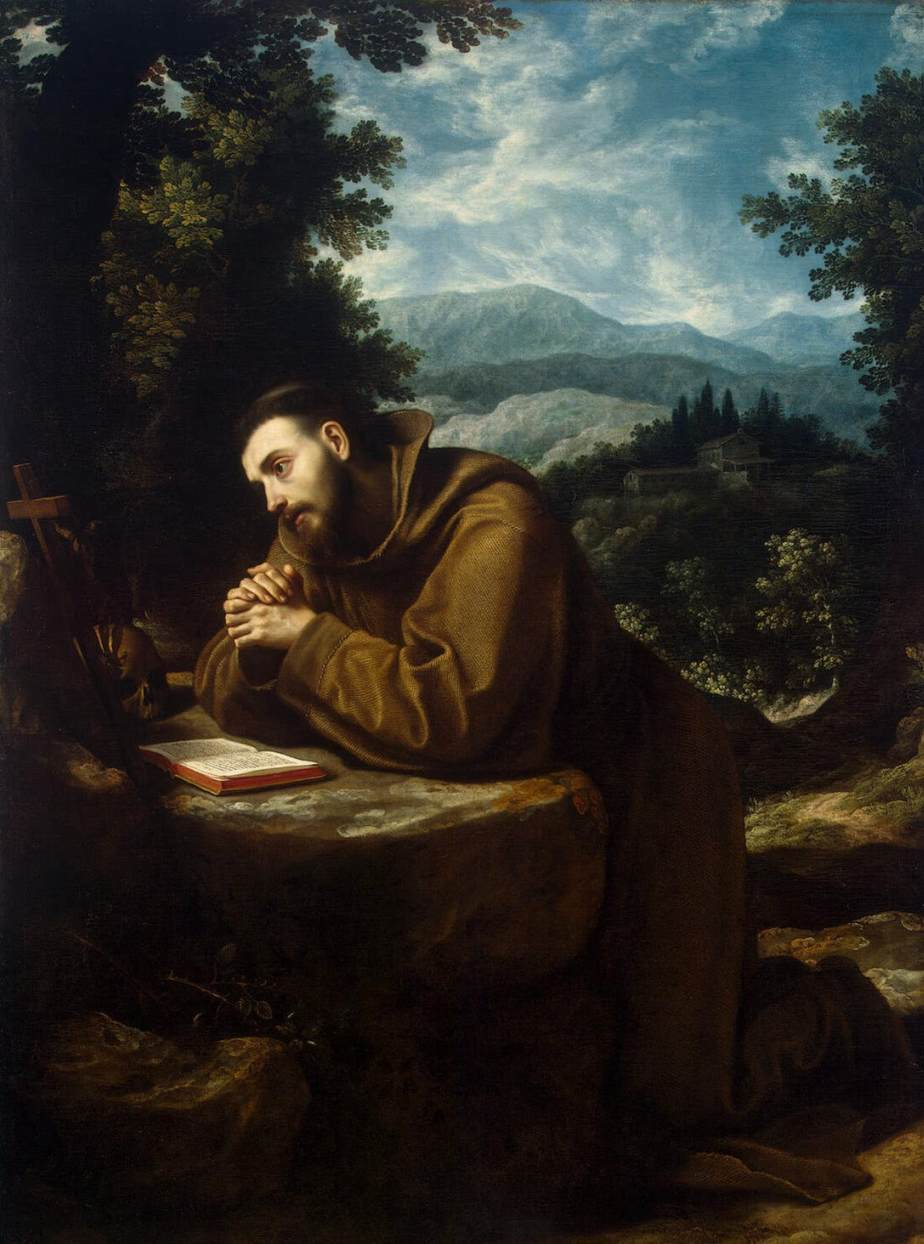
기도하는 성 프란치스코

1209년 성 마티아 축일에 프란치스코는 미사 중 낭독된 마태오 복음서 10장 9절, 곧 그리스도가 제자들을 파견하면서 전대에 금도 은도 구리 돈도 여행 보따리도 여벌 옷도 신발도 지팡이도 지니지 말고 하나의 복음을 선포하라고 한 구절을 듣고 큰 감명을 받으면서 그의 인생은 영원히 바뀌게 되었다. 프란치스코는 가난한 삶을 통해 자기 자신을 온전히 바치는 개념을 갖게 되었다.
프란치스코는 낡고 헤어진 옷에 지팡이도 없이 맨발로 돌아다니며 복음의 가르침에 귀를 기울이며 회개하라고 사람들에게 설교하기 시작했다. 곧 그에게는 동향 사람이자 부유하고 유력한 젊은 법조인 퀸타발레의 베르나르도라는 첫 번째 동행자가 생겼다. 베르나르도는 프란치스코를 곁에서 물심양면으로 조력하였다. 그리고 1년 이내에 프란치스코에게 일곱 명의 동행자가 생겼다. 프란치스코는 결코 사제 서품을 받으려고 하지 않았으며, 공동체 안에서 자신을 따르는 동행자들을 ‘작은 형제들’(라틴어로 fratres minores)이라고 불렀다. 프란치스코와 그의 동행자들은 아시시 인근의 리보토르토에 있는 더는 사람이 살지 않는 옛 나환자 수용소에서 단순한 삶을 살았다. 허나 그들은 움브리아 산악 지대를 돌아다니는데 많은 시간을 보냈다. 언제나 쾌활하고 노래를 부르며 다녔지만, 진심 어린 권고를 사람들에게 하는 그들의 모습을 보고 많은 사람이 깊은 감명을 받았다.
프란치스코는 자신을 따르는 동행자들의 수가 11명에 이르자, 형제들의 생활 양식이 더 자세히 규정되어야만 한다는 것을 깨닫고 그들이 실행해야 하는 ‘생활 양식’(Forma Vitae) 또는 ‘원회칙’(Regula Primitiva)이라는 제목의 짧고 단순한 회칙을 만들었다. 이 회칙은 철저히 복음에 기초한 내용을 담고 있었다.

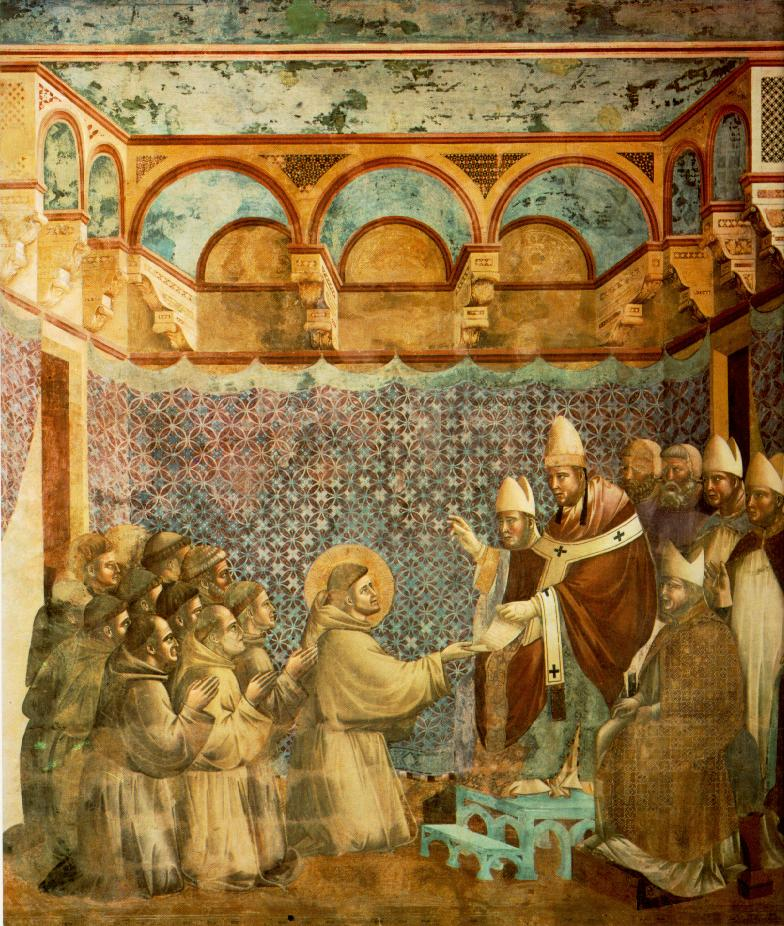
교황 인노첸시오 3세를 알현한 성 프란치스코와 그의 일행들

이 회칙의 주요 골자는 ‘그리스도의 가르침을 따라 그의 발자국을 따라가는 것’이다. 1209년 프란치스코는 교황 인노첸시오 3세에게 새로운 수도회 설립을 인준해줄 것을 요청하기 위해 11명의 동행자를 대동하고 로마로 갔다. 로마에 들어간 그들은 아시시 교구장 귀도 주교를 만나 그의 소개로 사비나의 주교급 추기경인 조반니 디 산 파올로와 만났다. 교황 인노첸시오 3세의 고해 사제였던 추기경은 프란치스코에게 금세 호감을 갖게 되었으며, 그가 교황을 알현하도록 주선하였다. 교황은 마지못해 다음날에 프란치스코와 그의 동행자들과 만나는 것을 허락하였다. 처음에 교황은 프란치스코가 제출한 회칙의 생활 양식이 너무나도 이상주의적이며 엄격하다는 이유로 인준을 유보하였으나, 그날 밤 꿈 속에 쓰러져가는 로마 주교좌 성당이자 모든 기독교 성당의 어머니 성당인 산 조반니 인 라테라노 대성전을 프란치스코가 어깨로 부축하여 세우는 장면을 보고 프란치스코가 권력지향적이고 부유해진 교회를 쇄신할 적임자라는 사실을 깨닫고, 다음날 규칙과 수도회를 구두로 인준하였다. 프란치스코는 이 구두 승인만으로도 만족하였다. 그는 서면상의 승인을 필요로 하지 않았다. 교황은 새로 인준된 수도회가 앞으로 하느님의 은총을 가득히 받아 그 규모가 커지기를 바란다는 말을 덧붙였다. 그리고 프란치스코와 그의 동행자들에 대한 삭발례가 거행되었다. 수십 년 전에 발도파 교도들이 교회의 권위를 부정하고 가난의 이상을 폭력을 통해 실천하려 시도하려고 한 일이 있었기 때문에, 교황의 인준은 자칫 그들이 이단자로 몰릴 위험을 미연에 방지한 것이었기 때문에 매우 중요한 일이었다. 프란치스코를 따르는 이들은 ‘작은 형제회’(또는 프란치스코회)라는 정식 명칭을 갖게 된 이후에도 길거리에 나가 사람들을 상대로 설교하였으며 어떠한 사유재산도 지니지 않았다. 포르치운쿨라에 본원을 둔 이들은 움브리아를 시작으로 첫 설교를 시작하여 이내 이탈리아 전역으로 널리 확산되었다.

## 전교 활동

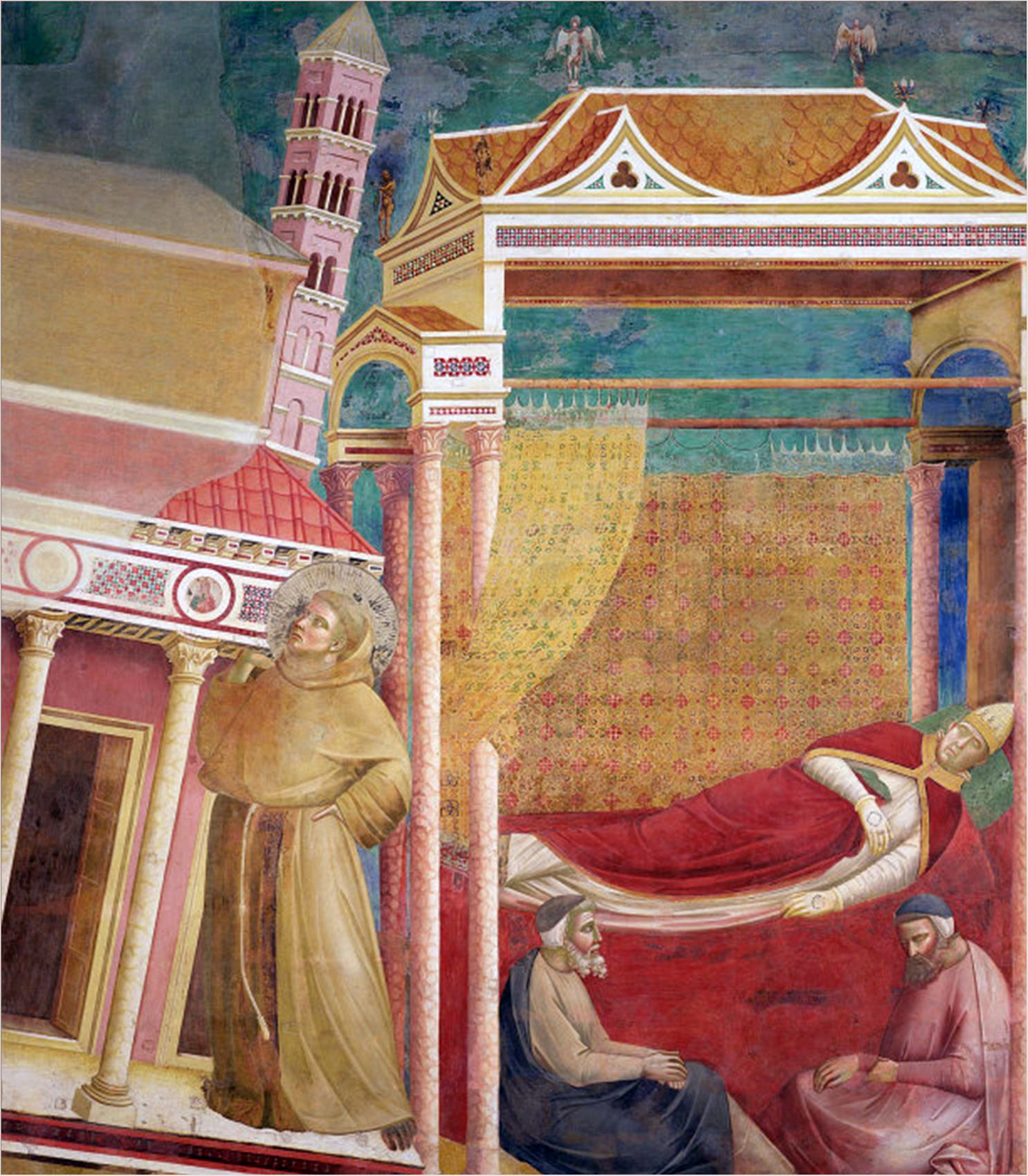
교황 인노첸시오 3세의 꿈 속에서 쓰러지려는 교회를 붙잡아 세우는 성 프란치스코

교황의 인준 이후, 새로운 수도회에 입회하려는 지원자 수가 나날이 빠른 속도로 증가하였다. 1209년 아시시의 산 루피노 성당에서 프란치스코의 설교를 들은 아시시의 클라라라는 이름의 귀족 여성은 그의 설교에 크게 감명하여 자신의 성소를 깨닫고 이에 응답하고자 하였다. 클라라의 집안에서 동년배의 유일한 남자이자 사촌인 루피노가 프란치스코회에 입회하고,1211년 3월 28일 성지주일에는 클라라가 아무도 모르게 집을 빠져 나왔다. 클라라는 포르치운쿨라로 가서 프란치스코를 비밀리에 만나 자신도 새로운 수도회에 동참하고 싶다는 뜻을 전했다. 그래서 프란치스코는 그녀의 동참을 승인하였으며, 이로써 클라라회가 설립되었다. 그는 클라라와 그녀를 따라 온 몇몇 여인이 자신이 입은 수도복과 비슷한 형태의 수도복으로 갈아입도록 한 다음 인근에 있는 베네딕도회 수녀원에 데려가 살도록 하였다. 이후 아시시의 많은 여인이 클라라를 따라 수녀회에 입회하였다. 프란치스코가 클라라와 더불어 창설한 이 클라라회는 반봉쇄 수도회로, 지금도 프란치스코 2회로 분류된다. 또한, 프란치스코는 수도원에 들어가지 않은 평신도들을 위해 세상 안에서 그리스도의 복음을 실천할 수 있는 생활규범을 제정하고 ‘회개하는 형제자매회’라 불리는 프란치스코 3회를 설립하였다. 오늘날에는 재속 프란치스코회라고 불리는 이 모임은 프란치스코회에 입회하지 않았으나 일상 생활에서 프란치스코의 가르침대로 살아가는 평신도 및 사제들로 구성되어 있다. 프란치스코회는 곧 이탈리아를 넘어 다른 나라에도 전파되어 성장하기 시작했다.
한편 프란치스코는 하느님의 모든 피조물에게 복음을 전하겠다고 다짐하고서, 이탈리아 밖으로 나가서 설교하려고 몇 차례 시도하였다. 1212년 봄 막바지에 그는 예루살렘에 가기 위해 길을 나섰으나, 달마티아 해안에 강한 폭풍우가 불어닥쳐 타고 가던 배가 난파되면서 하는 수 없이 이탈리아로 귀환하였다. 1213년 5월 8일 프란치스코는 키우시의 오를란도 카타니 백작으로부터 라 베르나 산을 기증받았다. 오를란도 백작은 프란치스코에게 라 베르나 산은 “사람들로부터 멀리 떨어져 속죄와 기도 생활을 하기를 바라는 사람들에게 아주 적합한 곳”이라고 설명하였다. 몇 달 뒤 프란치스코에 의해 파견된 두 수사가 이 산을 답사하였고, 마침내 프란치스코회원들은 기도와 관상에 아주 적합한 조그마한 봉우리가 있는 곳으로 오게 되어 그 장소에 자신들의 거처를 만들기로 결정하였다. 라 베르나 산은 훗날 프란치스코가 기도했던 장소로 널리 알려지게 되었다.

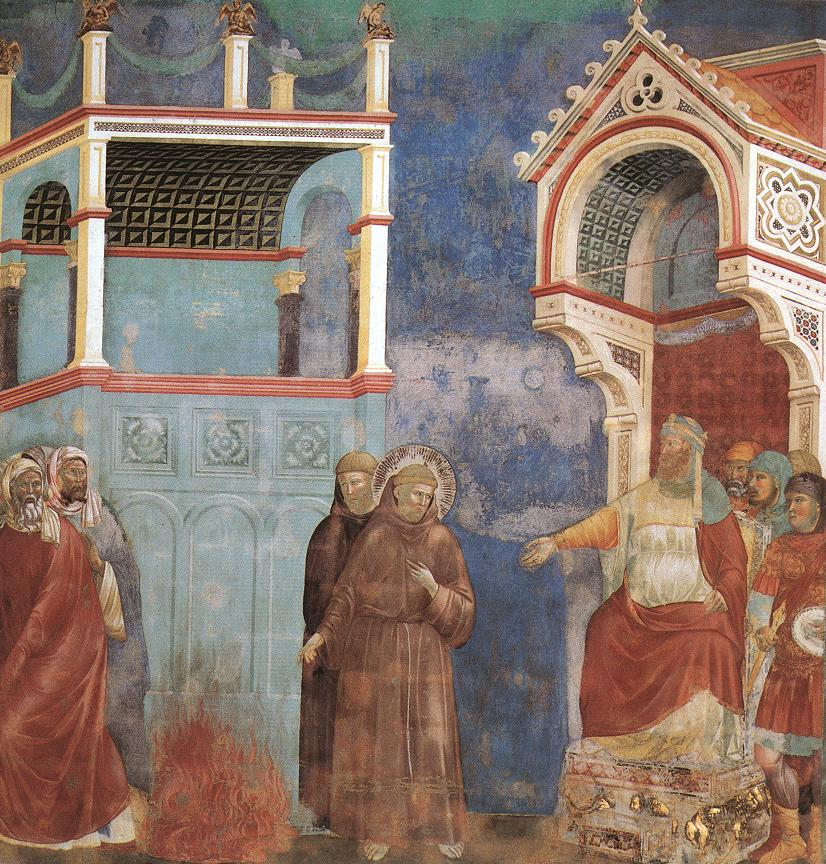
이집트의 술탄 앞에서 불의 심판을 제안하는 성 프란치스코

같은 해, 프란치스코는 이슬람교도들에게도 복음을 전하려고 모로코 선교를 시도하였으나, 스페인에 이르렀을 때 병에 걸려 좌절되었다. 그가 아시시로 돌아올 무렵에 몇몇 귀족들과 고등 교육을 받은 이들이 프란치스코회에 입회하였는데, 그들 가운데는 훗날 프란치스코의 일대기를 집필한 톰마소 다 첼라노도 포함되어 있었다. 1215년 프란치스코는 제4차 라테라노 공의회에 참석하기 위해 로마를 재차 방문하였다. 아마도 그는 이 시기에 설교자회라고도 불리는 도미니코회의 창설자인 도미니코를 만났던 것으로 추정된다. 1217년 프란치스코는 프랑스에 가겠다고 선언했다. 그러자 프란치스코를 오랫동안 지지하였던 세니의 우골리노 추기경(훗날의 교황 그레고리오 9세)는 이탈리아는 아직도 그를 필요로 한다고 말하며 반대하였다.
1219년 프란치스코는 수사 한 명과 함께 순교할 각오를 하고 이집트의 술탄을 개종시키기 위해 이집트로 갔다. 당시 그들이 도착한 곳은 다미에타라는 도시로 십자군이 1년 이상 포위 공격을 하고 있었다. 당시 이집트의 술탄은 살라딘의 조카로서 1218년 부친의 뒤를 이은 알카밀이라는 사람이었다. 양측은 1219년 8월 29일 치열한 공방전을 벌인 끝에 4주 동안 휴전을 하기로 합의하였다. 이 때 프란치스코와 그의 동료 수사가 사라센 진영으로 넘어갔으며, 그들은 곧 사라센 병사들에게 체포되어 술탄 앞으로 끌려가 며칠 동안 그의 막사에 지냈던 것으로 전해진다. 두 사람의 만남은 당시 십자군의 기록물들과 프란치스코의 초기 전기에 기록되어 있지만, 두 사람 사이에 구체적으로 무슨 이야기가 오고 갔는지에 대해서는 전해지는 바가 없다. 다만 술탄은 프란치스코를 시종일관 상냥하게 대접하였으며, 아무런 위해도 가하지 않고 십자군의 야영지로 돌려보냈다고 한다. 당시 아랍 측의 기록에는 두 사람의 만남에 대해 전해져오는 것이 없다. 보나벤투라는 여기에 더해 프란치스코가 술탄 앞에서 기독교가 진리임을 입증하기 위해 스스로 불 속에 들어가려고 했다고 전하고 있다.
보나벤투라는 이후 이야기에 대해 어떠한 말도 하지 않았지만, 후대에 프란치스코의 일대기를 다룬 전기들에서는 프란치스코가 주저함이 없이 불 속에 스스로 걸어 들어갔으며, 조금도 화상을 입지 않고 무사히 빠져 나왔다고 전하고 있다. 이 이야기는 13세기 말엽 조토에 의해 아시시에 있는 대성당에 프레스코화로 묘사되어 있다. 몇몇 후기 문헌들에 의하면, 술탄은 프란치스코에게 성지에 있는 거룩한 장소들을 방문하는 것은 물론 그곳에서 설교도 할 수 있도록 허락해 주었다고 한다. 프란치스코와 그와 동행한 수사는 1220년 후반에 아크레에 있는 십자군 주둔지를 떠나 이탈리아행 배에 승선하였다. 프란치스코회는 1217년 엘리야 수사가 아르케에 도착한 이래 거의 계속 성지에 존재해왔다. 프란치스코회는 1333년에 맘루크 술탄으로부터 예루살렘과 베들레헴에 소재한 몇몇 거룩한 장소들을 양도받았으며, 1342년에는 교황 클레멘스 6세로부터 사법적 특혜를 부여받았다.
1220년 아시시 인근의 그레치오에서 프란치스코는 예수 성탄 대축일(크리스마스)을 기념하여 최초로 성탄 구유를 만들었다. 그의 성탄 구유는 당시 전통적으로 그려지던 예수의 탄생 장면을 그대로 따라하였다. 프란치스코는 자신의 성탄 구유를 본 많은 사람에게 실제 상황을 보는 것과 같이 생동감을 느끼도록 살아있는 동물들을 구유 안에 집어 넣었다.

## 프란치스코회의 개편과 죽음

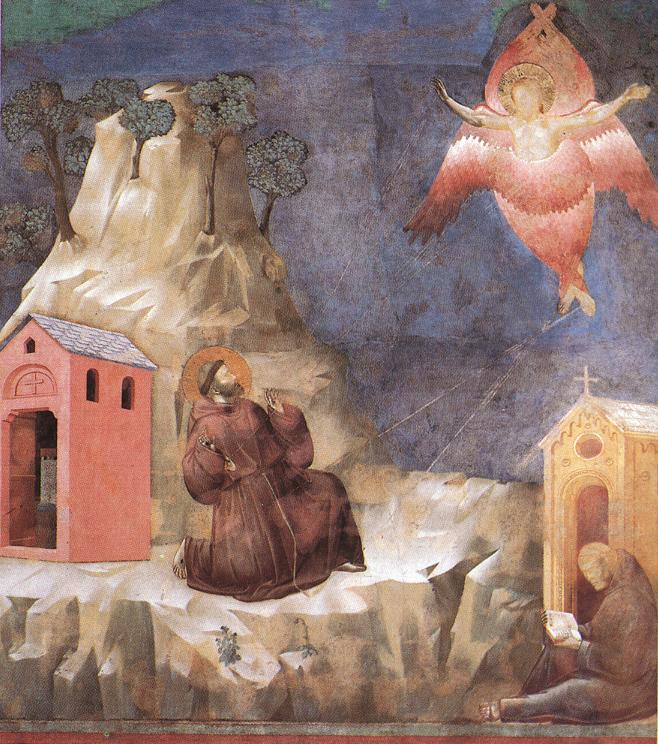
성흔을 받는 성 프란치스코

이 시기에 프란치스코회의 규모는 계속 커져 프랑스, 독일, 헝가리, 스페인 등지로 진출하였다. 모로코에서 다섯 명의 프란치스코회 수사가 순교했다는 소식을 들은 프란치스코는 베네치아를 경유해서 이탈리아로 돌아갔다. 우고리노 디 콘티 추기경은 교황에 의해 프란치스코회의 보호자로 임명되었다. 당시 이탈리아에 있는 프란치스코회원들이 많은 문제에 봉착해 있었기 때문에, 이를 해결하기 위해서라도 프란치스코는 서둘러 돌아가야만 했다. 동시대 다른 수도회들과 비교해봤을 때, 프란치스코회는 매우 급속도로 규모가 커져갔지만, 그에 반해 수도회의 조직성이 제대로 따라오지 못하고 있었다. 더불어 당초에 프란치스코가 만든 기존의 간단한 규율만 가지고는 수도회 전체를 통솔하기 힘들어졌다. 이 문제를 해결하기 위해 프란치스코는 더욱 상세한 새로운 수도규칙, 즉 ‘1221년 수도규칙’ 또는 ‘인준받지 않은 수도규칙’(Regula prima, Regula non bullata)을 제정하였다. 이 수도규칙은 가난과 사도적 삶에 대한 헌신을 재차 강조하였다. 수도규칙은 프란치스코회에 보다 체계적인 체제가 들어서는데 크게 기여하였다.
1220년 9월 29일 프란치스코는 동료 수사 베드로 카타니에게 프란치스코회 총장직을 맡겼다. 그러나 베드로 수사는 그로부터 5개월 후인 1221년 3월 10일에 선종하였으며, 시신은 포르치운쿨라에 매장되었다. 선종한 수사의 전구를 통해 수많은 기적이 일어났다는 소문이 퍼지면서, 많은 사람이 포르치운쿨라로 모여들기 시작했다. 이는 프란치스코회의 수도 생활을 방해하는 지경에 이르렀다. 그러자 프란치스코는 선종한 베드로에게 기적을 그만 멈추고 편안히 안식에 들 것을 청원하였다. 이후 기적에 대한 소식이 끊겼다. 베드로 수사가 맡았던 총장직은 프란치스코의 대리자인 엘리야 수사가 이어받았다. 그로부터 2년 후, 프란치스코는 '1221년 수도규칙'을 수정한 수도규칙을 제정하였으며, 1223년 11월 29일 교황 호노리오 3세로부터 인준을 받았다. 이 수도규칙은 ‘인준받은 수도규칙’이라고도 불린다. 이 수도규칙이 현재 프란치스코회의 공식 수도규칙으로서 프란치스코회에 입회하는 사람들은 누구나 이 수도규칙에 서약한다. 이 수도규칙은 프란치스코회원들의 구체적인 생활에 대해서 언급하고 있는데, 교회에 대해 충실히 순종하고 예수 그리스도의 가난과 겸손을 근본 삼아 복음의 정신 속에 살 것을 권하고 있다. 수도규칙은 또한 수도복, 장상, 총회, 회원들의 구체적인 생활에 대해서도 언급하고 있다. 수도규칙이 교황으로부터 정식 인가를 받으면서 프란치스코는 차츰 외부 활동을 멀리하기 시작했다. 1221년에서 1222년 사이에 프란치스코는 이탈리아를 가로질러 남쪽으로는 시칠리아의 카타니아까지, 북쪽으로는 볼로냐까지 횡단하였다.

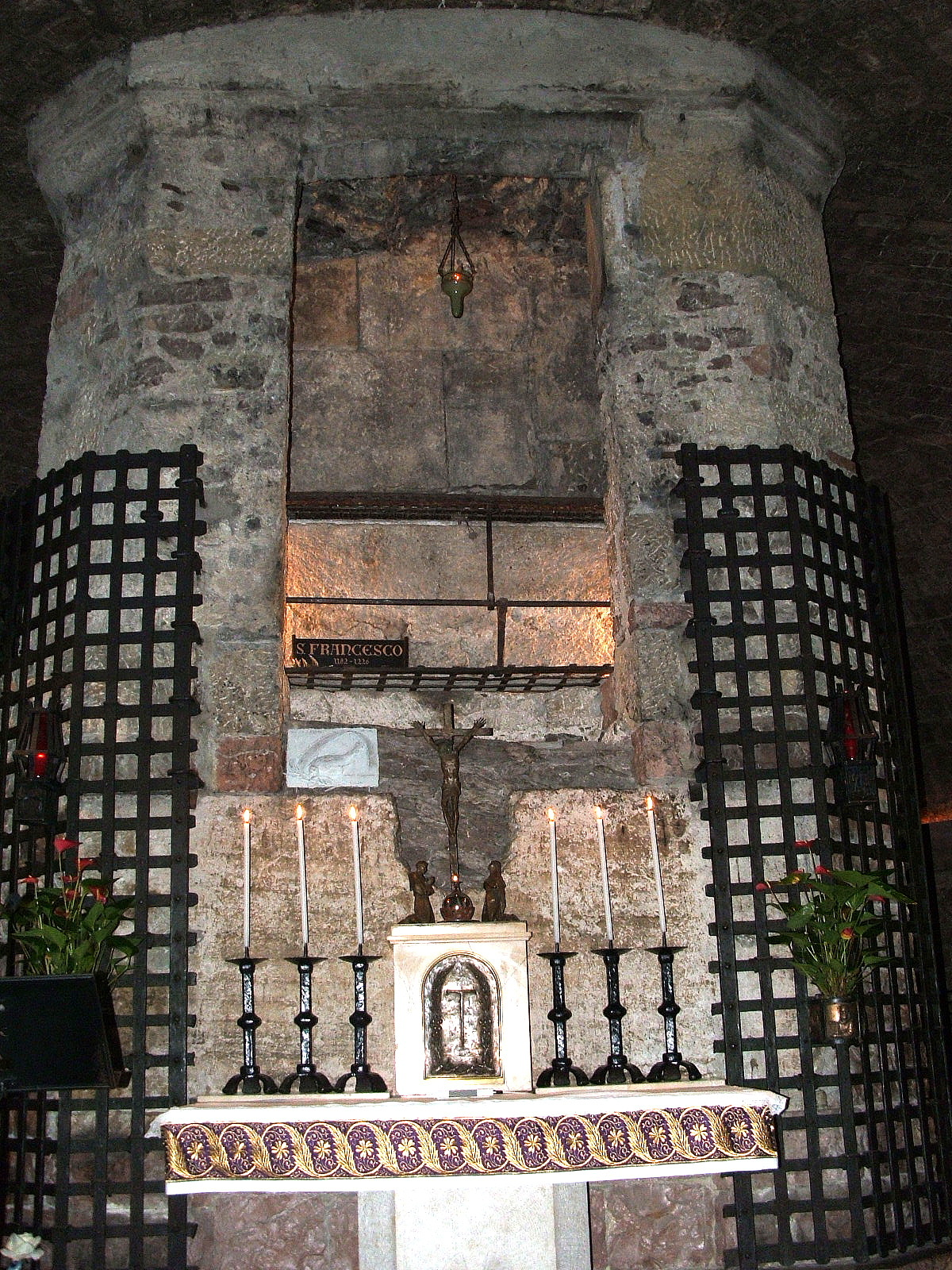
성 프란치스코의 무덤

프란치스코는 성흔(오상)으로도 유명한데, 이는 예수 그리스도가 살아 생전 수난을 받고 십자가에 못박힐 때 입었던 상처가 나타나는 초자연적인 현상으로 알려져 있다. 1224년 프란치스코가 성 미카엘 대천사 축일(9월 29일)을 준비하기 위해 8월 15일부터 9월 28일까지 40일 동안 베르나 산에서 단식 기도를 하고 있던 와중에 성십자가 현양 축일인 9월 14일에 환시를 체험하였다고 한다. 그 결과, 자신의 양손과 양발 그리고 옆구리에 성흔을 받게 되었다. 당시 프란치스코와 함께 있었던 레오 수사는 당시 사건에 대해 다음과 같이 간략하지만 확실한 기록을 남겼는데, 이는 가톨릭교회에서의 성흔 현상에 대한 최초의 기록이다. “갑자기 그는 하늘로부터 찬란하고 불타는 여섯 개의 날개를 가진 세라핌이 내려오는 것을 보았다. … 그 천사는 십자가에 못 박히신 그리스도와 같은 오상을 가졌는데, 그의 날개 중 두 개는 머리 위로 뻗쳤고, 둘은 날 수 있도록 펼쳐져 있고, 다른 둘은 온몸을 감싸고 있었다. 세라핌은 그에게 그리스도의 오상을 남겨주었다.” 하지만 성흔을 받고 난 후 프란치스코의 건강은 급속히 안 좋아져 눈이 반쯤 멀었고 심한 병까지 얻게 되었다. 프란치스코는 시에나, 코르토나, 노체라 등 여러 도시를 돌아다니며 치료를 받았지만 별다른 효과는 없었다. 결국 그는 포르치운쿨라에 있는 작은 오두막으로 돌아왔다. 자신의 죽음이 머지 않았다는 것을 깨달은 프란치스코는 인생의 마지막 시간을 성경과 영신 서적 등을 읽는 것으로 보내며 죽음을 준비하였다. 1226년 10월 3일 해질 무렵에 프란치스코는 시편 142(141)편 ‘큰 소리로 나 주님께 부르짖네’(Voce mea ad Dominum)를 노래로 부른 후에 선종하였다.
1228년 7월 16일 프란치스코의 오랜 친구이자 추기경 시절에 프란치스코회의 보호자로 지냈던 교황 그레고리오 9세는 프란치스코를 시성하였다. 시성식 다음날, 교황은 아시시에 세울 성 프란치스코 대성당의 머릿돌을 놓아 축성하였다. 프란치스코의 유해는 1230년 5월 25일 대성당 지하에 안장되었지만, 이 일은 엘리야 수사의 요청에 따라 그의 무덤을 사라센족의 침입으로부터 보호하기 위해 철저히 비밀리에 붙여졌다. 프란치스코의 정확한 매장 장소는 1818년 그의 무덤이 재발견되기 전까지 아무에게도 알려지지 않았다. 당시 파스콸레 벨리의 주도로 성 프란치스코 대성당 지하에 신고전주의 양식의 지하 묘소가 들어설 공사가 이루어지고 있었다. 대성당 지하는 1927년에서 1930년 동안 우고 타르치에 의해 대리석으로 장식된 벽을 걷어내고 지금과 같은 모습으로 재단장되었다. 1978년 프란치스코의 유해에 대한 조사가 실시되었으며, 교황 바오로 6세가 임명한 학자들로 이루어진 조사위원회에서는 이 무덤이 프란치스코의 유해가 확실하다는 결론을 내렸다. 프란치스코의 유해는 현재 돌로 된 무덤의 유리 유골함 안에 안치되어 있다.

## 평가와 영향

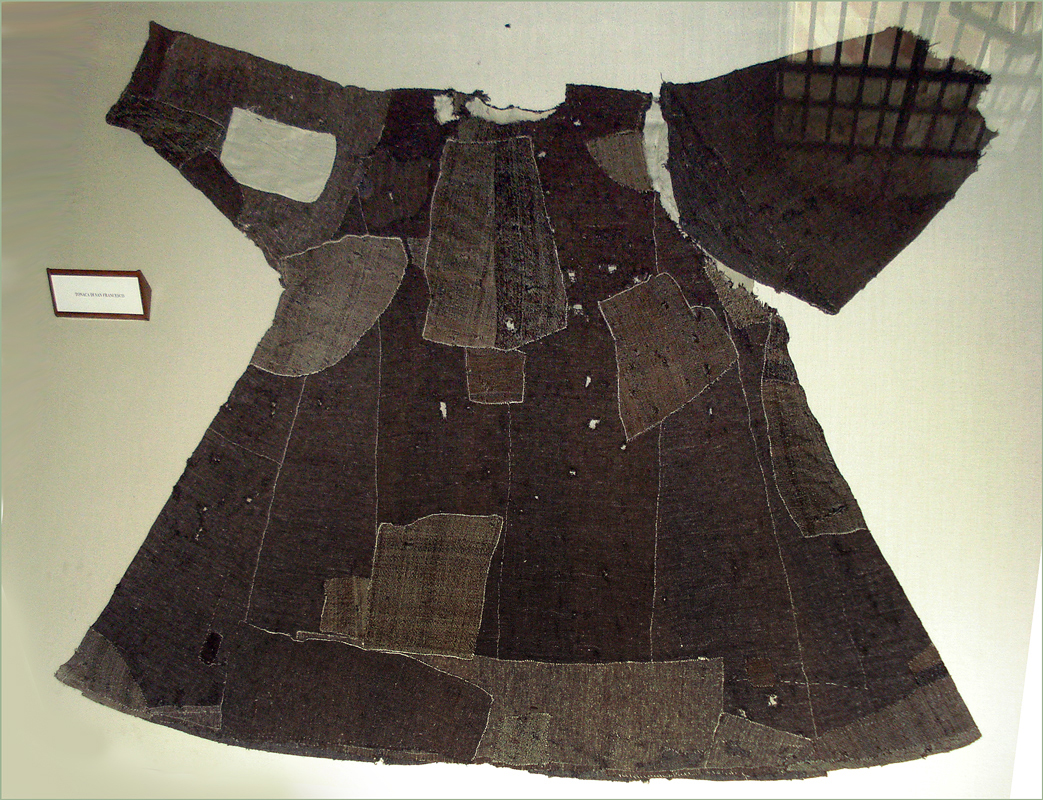
성 프란치스코가 생전에 입었던 수도복

역사적으로 그리스도의 가르침을 충실히 따르며 그의 과업을 수행하기 위해서 프란치스코처럼 헌신했던 사람은 일찍이 없었다는 평가가 존재한다. 프란치스코는 성체에 대한 신심이 깊었으며, 성체성사를 집전하는 사제들에 대해 깊은 존경심을 갖고 있었다. 하루는 그가 이런 말을 하였다. “내가 천국에서 온 어떤 성인과 어느 가난한 사제를 한자리에서 만나는 기회가 생긴다면, 나는 먼저 사제에게 가서 경의를 표하고 그의 손에 입을 맞추겠습니다. 그리고 성인에게는 이렇게 말하겠습니다. ‘기다리십시오. 이 사제의 손은 생명의 말씀이신 그분을 만집니다. 이 손은 인간 이상의 거룩함을 지니고 있습니다.’”
프란치스코와 그를 따르던 동료 수도자들은 가난을 매우 사랑하였다. 가난은 그의 본질적 행로였으며, 생전에 마지막으로 저술한 책에서도 자신이 세운 프란치스코회의 구성원들은 개인적으로나 단체적으로나 절대적으로 가난한 삶이 필수적임을 강조하였다.
프란치스코는 자연을 사랑하고 그 안에서 하느님을 느끼고 찬미하였다. 그는 하느님이 창조한 모든 피조물에게 ‘형제’나 ‘자매’라고 불렀으며, 새들에게 설교를 하였다. 심지어 그는 마을 주민들을 공격한 늑대에게 가서 만약 주민들이 늑대가 굶지 않게 양식을 주면 공격을 중단하라고 설득했다고 한다. 프란치스코가 직접 지은 '태양의 찬가'를 보면 태양과 불, 바람 등을 ‘형님’으로, 달과 별들, 물, 땅, 죽음 등을 ‘누님’으로 호칭하고 있다. 또한 자신이 앓고 있는 만성 질병들을 ‘자매들’이라고 불렀다. 프란치스코의 자연에 대한 존경심은 매우 엄격한 금욕주의에서 기인한다는 견해가 있다. 자연에 대한 경외심, 피조물과의 친교, 기사도 정신, 동물 보호 등 프란치스코에게 나타나는 독창적인 모습이 전통적인 금욕 생활로부터 발전된 것이라는 것이다.
프란치스코의 이집트 방문과 이슬람교도와의 친선 관계 도모는 그가 선종한 후에도 그 영향이 계속 이어져오고 있다. 십자군이 세운 나라들이 차례대로 몰락하여 성지가 이슬람교 세력권에 넘어간 이후에도 그리스도교 성지의 관리인 자격으로 계속 체류하는 것을 허락받은 이들은 로마 가톨릭교회에서는 프란치스코 회원들이 유일하였다.

### 자연 환경

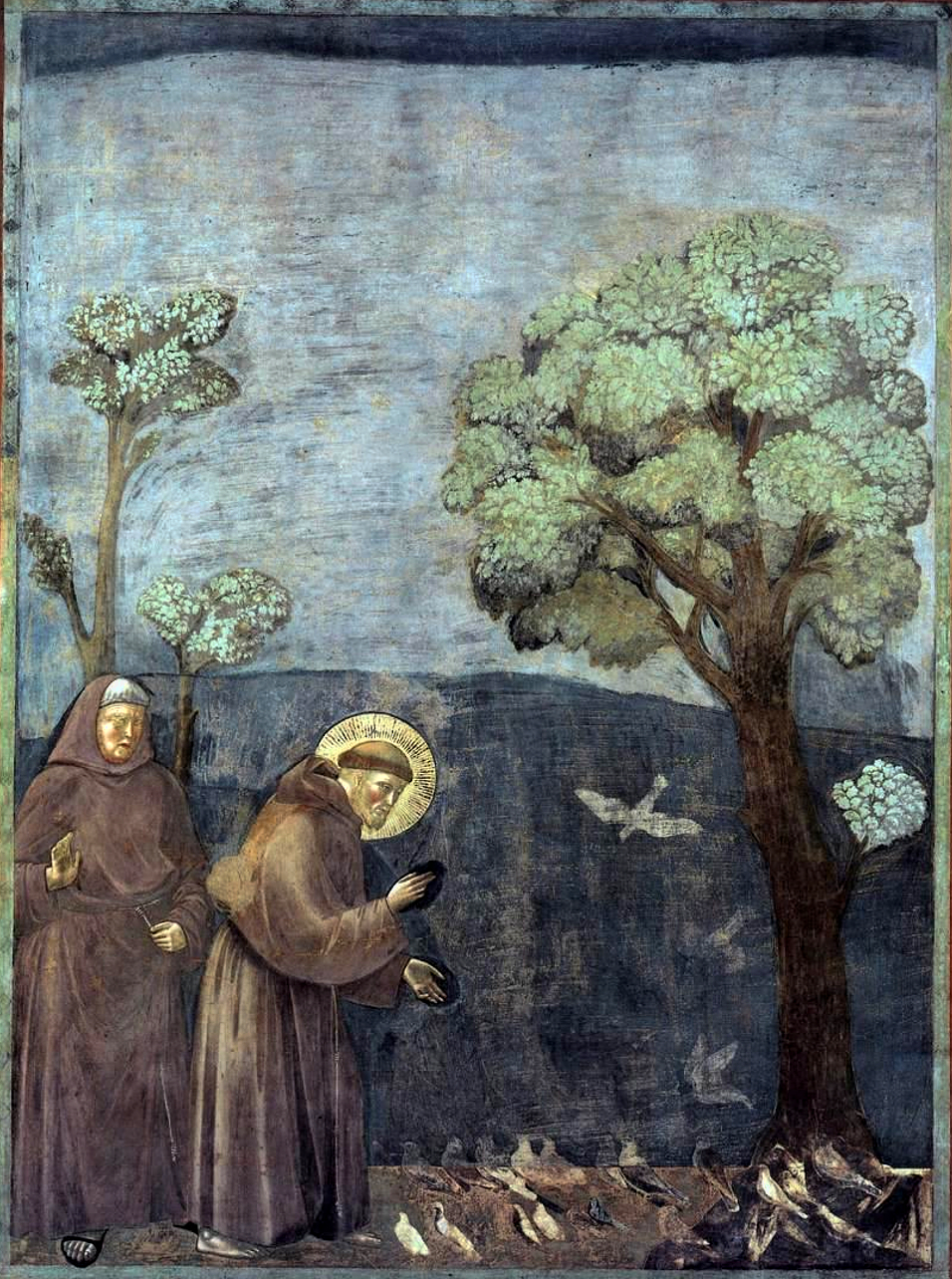
새들에게 설교하는 성 프란치스코

프란치스코는 세상은 본래 하느님에 의해 좋고 아름답게 창조되었지만, 인류의 원조들이 저지른 원죄 때문에 고통이 들어왔기 때문에 구원이 필요하다는 가톨릭교회의 가르침을 설파하였다. 그는 인간과 동물을 막론하고 (시편의 공통적인 주제이기도 한) 하느님을 찬양하라는 모든 피조물로서 행해야 할 의무를 가르쳤으며, 인간에게는 하느님이 창조한 피조물들의 관리자로서 뿐만이 아니라 하느님의 피조물로서도 자연을 보호하고 사랑할 의무가 있다고 설교하였다. 1979년 11월 29일 교황 요한 바오로 2세는 프란치스코를 생태계의 수호 성인으로 지정하였다. 프란치스코의 생애 중에서 동물이나 자연 환경과 관련된 아름다운 이야기들이 전해져오고 있다.
프란치스코가 선종한 후에 출판된 《잔꽃송이》(Fioretti)에는 자연을 향한 그의 애정을 알아볼 수 있는 각종 일화가 수록되어 있다. 그 책에는 다음과 같은 내용이 쓰여져 있다. 하루는 프란치스코가 몇몇 수사와 함께 길을 걷고 있었는데, 우연히 도로 양 옆에 있는 나무 위에 수많은 새가 가득 앉아 있는 모습을 봤다. 프란치스코는 동료 수사들에게 “제가 저의 자매들인 새들에게 설교하러 가는 동안 잠시 기다리십시오.”라고 말하고는 새들에게 가서 설교하였다. 그러자 새들이 프란치스코 주위로 날아와서 그의 설교가 끝날 때까지 단 한 마리도 날아가지 않고 조용히 듣고 있었다고 한다.
《잔꽃송이》에 기재된 또 다른 일화는 프란치스코가 며칠 동안 머물렀던 구비오라는 도시에서 일어났던 일이다. 당시 구비오에서는 무섭고, 흉악하며, 동물과 사람을 가리지 않고 습격하는 늑대 한 마리가 골칫거리였다고 한다. 마을 주민들이 곤경에 처했다는 사실을 알게 된 프란치스코는 늑대를 잡기 위해 산으로 올라갔다. 곧 얼마 지나지 않아, 그와 같이 올라갔던 사람들은 모두 늑대에 대한 두려움을 이기지 못하고 달아나 버렸다. 하지만 프란치스코는 묵묵히 계속 산으로 올라갔다. 이윽고 늑대를 발견한 그는 십자 성호를 긋고는 이리 오라고 명령하였다. 그러자 신기하게도 늑대는 입을 다물고 프란치스코의 발 앞에 다가가 엎드렸다. 프란치스코는 늑대에게 다음과 같이 말했다. “늑대 형제님, 당신은 이 도시에 너무나 많은 피해를 입혔으며, 큰 잘못을 저질렀습니다. 모든 사람이 당신을 미워하고 저주하고 있습니다. … 그러나 늑대 형제님, 저는 당신이 여기 사람들과 평화롭게 지내기를 바랍니다.” 그리고 프란치스코는 늑대를 도시 안으로 데리고 들어갔다. 이에 시민들은 놀랐으나 프란치스코의 중재 아래 늑대와 한 가지 약속을 하게 되었다. 늑대는 배가 고파서 나쁜 짓을 할 수 밖에 없었기 때문에, 시민들은 이러한 늑대의 처지를 고려하여 정기적으로 먹이를 제공하기로 한 것이다. 그 대가로, 늑대는 더 이상 가축이나 사람을 습격하지 않기로 하였다. 또한, 프란치스코는 도시에 사는 개들에게도 다시는 늑대를 귀찮게 하지 않겠다는 약속을 받아냈다. 이로써 구비오는 맹수의 위협으로부터 벗어나 안심하게 되었으며, 프란치스코는 늑대를 축복해 주었다고 한다.
1982년 세계 환경의 날에 교황 요한 바오로 2세는 피조물들에 대한 프란치스코의 사랑과 보살핌을 현대 가톨릭 신자들이 잊지 말아야 한다고 당부하면서 “우리의 다음 세대에 포근하고 쾌적한 환경을 물려주기 위해, 우리는 자연에 대해 약탈자처럼 행동하지 말고 자연을 이루는 하나의 구성원으로서 모든 피조물이 건강할 수 있도록 자연에 대한 책임을 져야 한다.”고 말하였다. 그리고 1990년 1월 세계 평화의 날 메시지에서 요한 바오로 2세는 아시시의 프란치스코에 대해 “피조물들이 지닌 고귀함에 대해 진실하고 깊은 존중심을 가짐으로써 우리에게 본보기를 보여 주었다.”라고 설명하였다. 이어서 그는 “하느님께서 창조하신 피조물들로부터 사랑을 받은 가난한 이들의 친구였던 프란치스코는 동식물과 자연, 심지어 형님인 태양과 누님인 달 등 모든 피조물의 명예를 드높였으며, 그들로 하여금 하느님을 찬양하도록 하였다. 아시시의 빈자는 우리가 하느님과의 평화 속에 머무르면, 다른 모든 사람 뿐만 아니라 모든 창조물과도 평화를 누릴 수 있다는 혁명적인 가르침을 우리에게 알려 주었다.”고 말했다.
교황 요한 바오로 2세는 다음과 같은 말로 끝맺었다. “프란치스코 성인은 전능하신 하느님께서 창조하신 모든 선하고 아름다운 것들과 형제애를 갖도록 언제나 우리를 도와주며 고무하리라고 나는 희망한다.”

### 축일

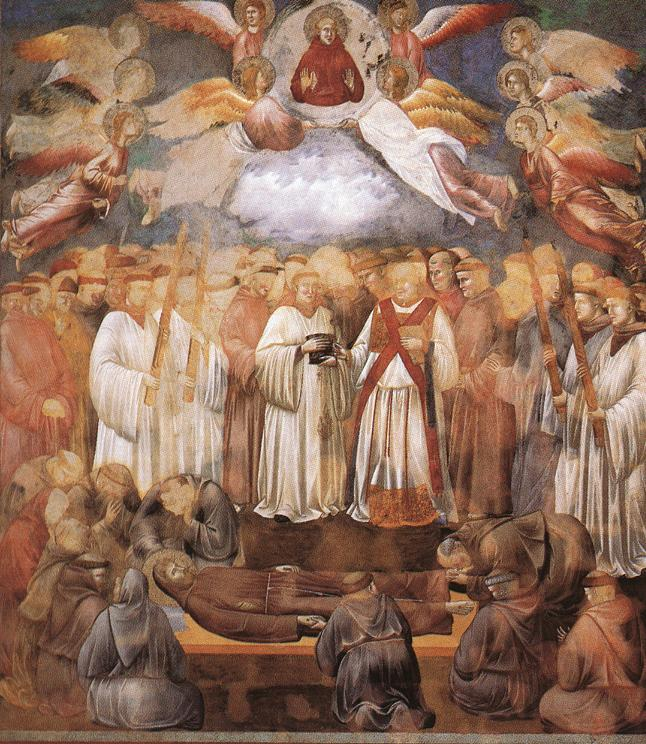
성 프란치스코의 선종과 승천

성 프란치스코의 축일은 10월 4일로 지정되어 있다. 1585년 그가 성흔을 받은 것을 기념하는 축일이 로마 보편 전례력에 9월 17일로 지정되었으며, 1604년에 폐지되었다가 1615년에 재지정되었다. 1969년판 로마 미사 경본에서는 의미가 중복된다는 의미로 로마 전례력에서 9월 17일 성 프란치스코의 오상 각인 축일이 삭제되고, 10월 4일 성 프란치스코 증거자 축일만 남게 되었다. 그리하여 9월 17일 성 프란치스코의 오상 각인 축일은 전통 로마 미사 경본과 일부 지역 교회 및 프란치스코회 전례력에만 남아 있다.
1939년 6월 18일 교황 비오 12세는 사도적 서한 《Licet Commissa》를 발표하여, 프란치스코를 시에나의 가타리나와 더불어 이탈리아의 공동 수호 성인으로 지정하였다. 비오 12세는 또한 1949년 5월 5일 산타 마리아 소프라 미네르바 성당에서 가진 사목 담화에서 프란치스코와 가타리나 두 성인을 재차 언급하며 칭송하였다.
프란치스코는 영국 성공회와 캐나다 성공회, 미국 성공회, 미국 복음주의 루터교회 등 기타 개신교파에서도 성인으로 공경받고 있으며, 축일도 똑같이 10월 4일이다. 하지만 독일 개신교회에서는 프란치스코의 축일을 그가 선종한 날인 10월 3일에 지내고 있다.

### 문학
프란치스코는 그가 지은 《태양의 찬가》(Canticum Fratris Solis 또는 Laudes Creaturarum) 때문에 문학평론가들에 의해 이탈리아 최초의 시인으로 여겨지고 있다. 일반 평민들은 자신들의 언어로 하느님께 기도할 수 있다고 생각했던 그는 이따금씩 라틴어 대신에 움브리아 방언으로 글을 쓰곤 하였다. 그가 저술한 글들은 문학적으로나 종교적으로나 대단한 가치를 지닌 것으로 평가받고 있다.
20세기의 익명의 사람이 작성하여 폭넓게 사용 중에 있는 평화를 위한 기도는 한때 프란치스코가 작성한 것이라고 잘못 여겨졌었다.

## 같이 보기
- 소형제회
- 평화를 위한 기도